# سد سیمره
سد سیمره، سدی از نوع بتنی دو قوسی بر روی رودخانه سیمره است که در شهرستان بدره و استان ایلام قرار دارد. این سد با حجم مخزن ۳.۲ میلیارد متر مکعب سالانه ظرفیت تولید ۶۸۴ گيگاوات ساعت برق در سال را به صورت متوسط دارد.

## اهداف سد سیمره
از اهداف عمده طرح می‌توان موارد زیر را نام برد:
- تولید انرژی برقابی به میزان سالانه ۶۷۳ گیگاوات ساعت در سال
- جلوگیری از سیل‌های احتمالی بر روی شهرهای استان خوزستان
- کنترل و تنظیم جریانهای سطحی رودخانه
- تأمین حقابه‌های ایلام و لرستان
- آبیاری زمین های کشاورزی دشت های کرخه و دشت عباس

## اقتصاد طرح
اعتبار نهایی اختصاص داده شده جهت هزینه‌های اجرای پروژه بالغ بر ۱۸/۹۸۳ میلیارد ریال می‌باشد که با منابع سرمایه‌گذاری عمومی، منابع داخلی، تسهیلات بانکی داخلی، اوراق مشارکت و تسهیلات خارجی (فاینانس، وام و…) تأمین گردیده‌است. زیان‌های ناشی از طولانی شدن پروژه عبارتند از افزایش قیمت تمام شده طرح و منفعت نبردن حاصل از فروش برق. منافع و درآمد حاصل از تولید برق طبق برآورد اولیه سالانه ۸۵۰ میلیارد ریال (بر حسب هر کیلووات ساعت ۱۰۰۰ ریال) خواهد بود.

## اثرات جانبی (طبیعت، توریسم و اشتغال)
در دریاچه سد و در طول دره‌هایی که رود سیمره از آنها می گذرد، مکان‌های طبیعی بسیار بکری وجود دارد و هر ساله گردشگران زیادی به این مناطق سفر می‌کنند. همچنین قایق سواری در این منطقه رایج است و وجود ماهی‌های متفاوت در این رودخانه نیز می‌تواند وسیله‌ای برای ماهیگیری و تکمیل تفریح باشد.
از دیگر جذابیت‌های سد سیمره وجود پرندگان مهاجر است چرا که بر اثر شکل گیری این دریاچه زیبا هزاران پرنده از نقاط مختلف کشور به سیمره مهاجرت کرده اند. در عین حال  پرورش آبزیان در نقاطی از دریاچه رایج است.
درکل اثرات جانبی این سد شامل:
- ایجاد اشتغال
- افزایش قدرت تنظیم سدهای پائین دست
- درآمدهای جانبی نظیر آبزی پروری و توریسم بوده‌ است.[۳]

## اطلاعات فنی نیروگاه
| مشخصات کلی نیروگاه              | مشخصات کلی نیروگاه                                                             |
| ------------------------------- | ------------------------------------------------------------------------------ |
| نوع نیروگاه                     | زمینی روباز                                                                    |
| انرژی متوسط سالیانه             | ۸۵۰ گیگاوات ساعت                                                               |
| ظرفیت نیروگاه                   | ۴۸۰ مگاوات                                                                     |
| نوع توربین                      | فرانسیس با محور عمودی                                                          |
| مشخصات تجهیزات نیروگاه          |                                                                                |
| تعداد توربین                    | ۳ واحد                                                                         |
| قدرت هر توربین                  | ۱۶۳/۳ مگاوات                                                                   |
| راندمان حداکثر                  | ۹۴/۵ درصد                                                                      |
| ارتفاع طراحی توربین             | ۱۱۴ متر                                                                        |
| خروج آب از توربین در حداکثر بار | ۱۵۶ متر مکعب بر ثانیه                                                          |
| سازنده توربین                   | آلستوم                                                                         |
| تعداد و نوع ژنراتورها           | سه واحد، سه فاز سنکرون با یاتاقان هادی فوقانی و یاتاقان مرکب کف گردها دیتحتانی |
| قدرت خروجی هر ژنراتور           | ۱۷۸ مگاوات                                                                     |
| ولتاژ اسمی هر ژنراتور           | ۱۳/۸ کیلوولت                                                                   |
| سرعت چرخش ژنراتور               | ۱۸۷/۵ دور در دقیقه                                                             |
| جریان اسمی ژنراتور              | ۷۴۴۷ آمپر                                                                      |
| سازنده ژنراتور                  | آلستوم                                                                         |
| پانویس                          |                                                                                |

## مشخصات هواشناسی منطقه طرح
متوسط بارندگی سالانه حوزه آب‌ریز در دوره ۴۶ ساله برابر با ۴۲۲٫۷ میلی‌متر می‌باشد. بهار ۲۵٫۷ درصد، تابستان کمتر از ۱ درصد، پاییز ۲۹٫۳ درصد و زمستان ۴۴٫۸ درصد از باران سالیانه سهم دارند و حداکثر میزان بارندگی در ماه اسفند با ۱۷درصد سهم می‌باشد. مرداد گرم‌ترین و بهمن سردترین ماه سال است. تعداد روزهای یخبندان ۳۳٫۵ روز و متوسط سالانه سرعت باد ۱٫۴۵ متر بر ثانیه می‌باشد.

## هیدرولوژی و رسوب‌گذاری مخزن
- سطح حوزه در محل ساختگاه: ۲۷۸۸۶ کیلومتر مربع
- میزان متوسط تبخیر سالانه از سطح آزاد آب: ۱۸۱۴٫۰۱ میلی‌متر
- متوسط آبدهی سالانه رودخانه: ۸۵٫۷ مترمکعب در ثانیه
- حداکثر دبی سیلاب: ۱۱۵۲۵ مترمکعب در ثانیه
- برآورد رسوبی حوزه آبریز(۵۰ ساله): ۶۱۱٫۸ میلیون مترمکعب (بدون در نظر گرفتن سدهای بالادست)
- تراز پخش شده رسوبات ۵۰ ساله (بافرض وجود سد مخزنی سازبن): ۶۲۳ متر از سطح دریا

## مشخصات زمین‌شناسی ساختگاه سد
محل ساختگاه در زون زاگرس چین‌خورده و در بخش جنوب‌غربی آن قرار گرفته‌است. ساختگاه سد در یال شمالی طاقدیس راوندی واقع شده‌است و محل سد در استان ایلام و در شهرستان بدره می‌باشد. سنگ بستر از نوع سنگ‌های آهکی سازند آسماری شهبازان می‌باشد که به ۳ بخش به شرح زیر تقسیم می‌گردد:
- واحد آسماری بالا به ضخامت ۵۰ متر کارستی متوسط لایه یا تودهای که سنگ بستر نیروگاه از این نوع است.
- واحد آسماری میانی به ضخامت ۲۲۰ متر کارستی ضخیم لایه یا تودهای که سنگ بستر اصلی پی و تونل‌ها را شامل می‌شود.
- واحد آسماری زیرین که شدت کارستی آن ضعیف است. عمق هوازدگی سنگ‌ها به ۲ تا ۳ متر محدود می‌شود.